# Sommatino
Sommatino est une commune de la province de Caltanissetta dans la région Sicile en Italie.

## Géographie
Sommatino   se situe dans une zone vallonnée, à l'ouest de la rivière Salso, à 359 mètres d'altitude. Sommatino est distante de 55 km d'Agrigente, 26 km de Caltanissetta, 69 km de Enna, 120 km de Raguse.

## Histoire
D'origines incertaines, Sommatino apparaît officiellement pour la première fois dans le recensement de 1583, avec 533 habitants. La noble famille palermitaine Dal Porto a été la première autorité du village. C'est seulement au XVIIe siècle, que le village passa sous la seigneurie des Princes de Trabia après succession héréditaire. La seigneurie dure jusqu'à la première moitié du XIXe siècle. Le village a été créé dans la garde nationale lors des émeutes de 1848. Durant le XIXe siècle Sommatino fut frappée par une épidémie de choléra qui fit 132 victimes.
Sommatino doit beaucoup de son histoire aux mines de soufre présentes sur son territoire, les Mines de Trabia-Tallarita, appelées « Big Solfatara »  entre Sommatino et Riesi. Elle fut l'une des plus anciennes et des plus riches solfatares de la Sicile. Les historiens conviennent que les premières fouilles pour la recherche de soufre dans la région ont commencé dans les années 1600. La mine a d'abord appartenu au Prince de Trabia et Butera, mais ensuite passé à la Siciliana Mining Company, à Himère, Val Salso et enfin de 1963 jusqu'à sa fermeture à la région sicilienne.
En juillet 1883, coal mine a été entachée par plus grave catastrophe de l'histoire de Trabia avec la mort de 36 mineurs, dont 11 Sommatinesi. Sommatino a contribué par la suite activement dans la grande guerre, la Seconde Guerre mondiale et la guerre en Éthiopie, avec plusieurs tués.
Après la guerre, les mines de soufre traversèrent d'irréversibles crises qui conduisirent à une lente réduction de production, aggravée par des grèves, parfois très violentes et un phénomène inexorable de migration qui se poursuit encore aujourd'hui. La population résidente, de l'après-guerre à aujourd'hui, a enregistré une diminution d'environ 4 000 habitants. Sommatino, bien qu'elle ne puisse pas se vanter d'importants vestiges archéologiques, conserve un charme particulier, typique de l'arrière-pays de Sicile « villages », tout droit sorti du Parrain. Toutefois, dans le territoire de Sommatino ont été retrouvés des restes préhistoriques (Tertiaire-Pliocène) et des tombes rupestres « petites grottes artificielles de type four  » (2300-1700 av. J.-C.).

## Économie
L'économie de la ville de Sommatino jusqu'au début des années 1970 a été principalement fondée sur l'extraction du soufre. Sommatino s'appelait en fait « le pays de soufre ». Après la fermeture des mines, son économie s'appuie aujourd'hui sur l'agriculture, artisanat et services. Toutefois, ces secteurs ne suffirent pas à garantir le plein emploi des citoyens sommatinesi ; le pays souffre d'une forte émigration au nord de l'Italie et les pays étrangers, comme la France et l'Allemagne.

## Points d'intérêt
Palais des Princes de Trabia, li cannola setti (qui étrangement sont six), ' u canale, la tour civique (connue comme l'orologiu), un foglio, ' u bastiuni démoli negli anni '80, le parc (mine Trabia-Tallarita),' u controlli, cruci, pompa. "lu cuzzu" alias « Belvedere »

## Musées et monuments
Musée des Solfare di Trabia Tallarita. Ouvert en mars 2010, le Musée se trouve sur le site de la mine de Trabia, territoire de Tallarita Sommatino et Riesi. Le Musée offre plusieurs voies multimédias grâce auxquelles vous pouvez vous plonger dans l'environnement. Dans les chambres il y a aussi de nombreuses photos qui racontent l'histoire de la mine et l'origine des équipements et des outils de la mine.
Musée ethno-anthropologique, artefacts et documents de la culture du passé.
Le Musée municipal d'histoire naturelle et de l'Art minier, inauguré le 18/12/2001 a été créé par la Société Coopérative Aturia. Il est divisé en plusieurs sections, et actuellement deux : un art-actif géologique-paléontologiques et Art minier. La première donne un aperçu de l'évolution géologique du territoire, grâce à des collections de roches, de minéraux et de fossiles et de panneaux d'information présentant des reconstitutions paléoenvironnementales, des graphiques et des colonnes stratigraphiques faites par les géologues Giuseppe Arengi et Philippe le bon.
Le temps est le fils conduit le visiteur entre les paysages et environnements sans douleur pour des millions d'années et ravive, bien que dans l'imagination, les plantes et les animaux qui ont habité la Sicile des millions d'années avant l'homme n'ait fait son apparition. Une grande fresque murale, exécutée par maître Samuel Sanfilippo illustre, par le biais de l'imagination de l'artiste, certains environnements susceptibles qui ont suivi au cours de l'évolution. La deuxième section présente les étapes de l'extraction du soufre à l'exposition d'outils de forage, lampes, masques, outils de détection de gaz toxiques et grisou. Le plastique est particulièrement frappant  autour de la mine de Trabia complexe minier et Tallarita échelle de reconstruction de castelletto di Vittorio puits d'extraction avec la viande de veau, éleveurs du grain. Le projet final est un espace d'exposition de 700 m2, avec des cours interactifs, une série d'ateliers et d'itinéraires naturalistes, archéologiques et  de l'archéologie industrielle dans les lieux les plus intéressants de la région de Sommatino.
Palazzo dei Principi di Trabia, seigneurs de Sommatino.
La tour civique, avec la tour de l'horloge voisine en style Liberty, qui remonte au début 900, reconstruite sur les ruines d'une ancienne tour de guet.

## Administration
| Période                                  | Période     | Identité          | Étiquette | Qualité |
| ---------------------------------------- | ----------- | ----------------- | --------- | ------- |
| 28 mai 2002                              | 15 mai 2007 | Lorenzo Tricoli   |           |         |
| 15 mai 2007                              | En cours    | Salvatore Gattuso |           |         |
| Les données manquantes sont à compléter. |             |                   |           |         |

### Communes limitrophes
Caltanissetta, Mazzarino, Delia, Ravanusa, Riesi

### Jumelages
- Fontaine (France)